# Oireachtas

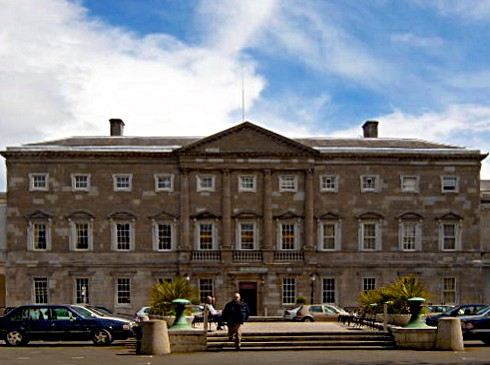
Leinster House, siedziba obu izb parlamentu Irlandii

Oireachtas (IPA: /ɛrʲaxt̪ˠasˠ/) – dwuizbowy parlament Irlandii, jej najwyższe ciało ustawodawcze, niekiedy określany mianem Oireachtas Éireann (Parlament Irlandii). W skład Oireachtas wchodzą Prezydent Irlandii (irl. Uachtarán na hÉireann) oraz dwie izby (irl. Tithe An Oireachtais, ang. Houses of the Oireachtas): Dáil Éireann (Izba Reprezentantów) i Seanad Éireann (Senat). Dáil Éireann, wybierana w wyborach bezpośrednich, jest najważniejszą izbą Oireachtas. Parlament ma swoją siedzibę w Leinster House.

## Skład
Członkowie Dáil Éireann (zwani Teachta Dála), izby niższej, wybierani są w powszechnych wyborach bezpośrednich przez obywateli irlandzkich oraz brytyjskich mieszkających na stałe w Irlandii (status rezydenta), którzy ukończyli 18 lat. Zgodnie z prawem, wybory do Dáil Éireann odbywają się przynajmniej raz na pięć lat. Izba ta może zostać jednak rozwiązana w każdej chwili na wniosek taoiseacha (premiera Irlandii). Wybory do Dáil Éireann odbywają się na bazie ordynacji proporcjonalnej w systemie pojedynczego głosu przechodniego (tzw. Single Transferable Vote). Dáil Éireann liczy 160 członków.
Deputowani do Seanad Éireann nie są wybierani bezpośrednio. W skład izby wyższej wchodzi ich w sumie 60: 11 nominowanych przez premiera Irlandii, 6 wybieranych przez absolwentów dwóch uczelni irlandzkich (National University of Ireland i Trinity College, które stanowią tzw. university constituencies) i 43 wybieranych przez ciało elektorskie, na które składają się członkowie niższej i wyższej izby parlamentu oraz działacze samorządowi.
Prezydent Irlandii wybierany jest w wyborach bezpośrednich co siedem lat spośród obywateli irlandzkich, którzy ukończyli 35 lat. Inaczej niż w wyborach do izby niższej parlamentu, gdzie prawo głosu mają też obywatele brytyjscy mieszkający na stałe w Irlandii, prezydenta mogą wybierać wyłącznie obywatele irlandzcy, którzy ukończyli 18 lat. Kandydat na prezydenta nominację uzyskać musi od co najmniej 20 członków Oireachtas, albo od władz samorządowych co najmniej czterech hrabstw lub miast, przy czym były bądź aktualnie urzędujący prezydent może się sam nominować na kandydata. Jednak jeżeli nominację uzyska tylko jeden kandydat, w wyniku konsensusu większych politycznych partii samo głosowanie może się nie odbyć i nominat zostaje prezydentem (sytuacja taka miała miejsce do tej pory sześciokrotnie). Jedna osoba może pełnić funkcję prezydenta przez maksimum dwie kadencje.

## Rola
Aby ustawa stała się obowiązującym prawem, musi najpierw zostać przyjęta zarówno przez Dáil Éireann, jak i w większości przypadków przez Seanad Éireann (chociaż Dáil może uchylić odmowę przyjęcia ustawy przez Seanad) a następnie podpisana przez prezydenta. Poprawki do Konstytucji muszą wcześniej również zostać zaakceptowane przez naród irlandzki, zanim przedstawi się je prezydentowi. W większości przypadków prezydent jest zobligowany do podpisania wszystkich ustaw przyjętych przez obie izby Oireachtas, chociaż ma prawo przekazać większość ustaw Sądowi Najwyższemu (Cúirt Uachtarach) dla zbadania zgodności z konstytucją. W związku z faktem, że władza Senatu jest w istocie ograniczona raczej do możliwości odroczenia ustawy niż jej wetowania, to Dáil Éireann jest najważniejszą składową irlandzkiej władzy ustawodawczej.

### Uprawnienia
Oireachtas jest wyłącznie uprawniony do:
- stanowienia prawa (w tym uprawnienia Dáil do uchwalania budżetu państwa);
- tworzenia podległych ciał ustawodawczych;
- proponowania poprawek do Konstytucji (proces ten musi być zainicjowany w Dáil), które następnie poddane zostają pod referendum;
- powoływania i utrzymywania sił zbrojnych;
- włączania międzynarodowych uzgodnień prawnych (np. prawa unijnego) w obręb prawa krajowego.

### Ograniczenia
- Ustawy parlamentu są nieważne jeżeli stoją w sprzeczności z konstytucją, i w takim tylko zakresie.
- W przypadku niezgodności, prawo unijne ma pierwszeństwo nad ustawami Oireachtas.
- Oireachtas nie może traktować jako niezgodnych z prawem czynów, które takimi nie były w momencie ich popełniania (prawo nie działa wstecz).
- Oireachtas nie ma mocy wydawać praw nakazujących stosowanie kary śmierci, nawet w przypadku stanu wyjątkowego.
- Oireachtas jest władzą ustawodawczą Republiki Irlandii, nie Irlandii Północnej.